# Григор Иванов
 Тази статия е за леринския деец на ВМОРО.  За гевгелийския вижте Григор Тотев.  
Григор Иванов, наричан Гиче или Гичето, е български революционер, деец на Вътрешната македоно-одринска революционна организация.

## Биография
Григор Иванов е роден в 1883 година в леринското село Горно Неволяни, тогава в Османската империя, днес Скопия, Гърция. Учи в Цариградската българска духовна семинария, но прекъсва обучението си за да участва в Илинденско-Преображенското въстание. След потушаването на бунта до 1909 година е учител в Горно Неволяни. Вероятно служи като помощник при Задграничното представителство на ВМОРО в 1908 година.
В 1913 година новите гръцки власти го арестуват като български учител и го интернират на Итака. Освободен е при общата амнистия. Иванов е част от група, която извършва атентати в Леринско срещу новата гръцка власт в Беломорска Македония.
В 1916 година по време на Първата световна война е арестуван от съглашенските войски за шпионаж в полза на България, измъчван и затворен в Марсилия. Освободен е след войната в 1919 година. Умира в Горно Неволяни в 1927 година.